# Lesbenforschung
Lesbenforschung bezeichnet die Gesamtheit kritischen Wissens über Lesben, lesbische Lebensformen und Geschichte aus den Perspektiven unterschiedlicher wissenschaftlicher Fachrichtungen. Die Forschungsschwerpunkte liegen dabei in den Sozial- und Erziehungswissenschaften, der kritischen Sexualwissenschaft und der Psychologie wie auch der Geschichte und den Literaturwissenschaften.
Entstanden war die Lesbenforschung ab Anfang der 1970er Jahre zunächst meist außerhalb von Hochschulen im Zusammenhang selbstorganisierter politisch-theoretischer Gruppen und Projekte ohne nennenswerte institutionelle oder finanzielle Absicherung. Beispiele hierfür sind die feministischen und lesbischen Archive wie das Archiv Spinnboden in Berlin oder Zeitschriften wie die zwischen 1990 und 2004 in Bochum herausgebrachte Ihrsinn.
Die überwiegende Zahl an Studien in diesem Bereich wurde zunächst als Examensarbeit oder Dissertation erstellt, jedoch ohne dass Lesbenforschung damit an deutschsprachigen Hochschulen eine anerkannte Richtung akademischer Forschung und Lehre geworden wäre. Entsprechend finden sich in den seit Mitte der 1990er Jahre entstehenden Studiengängen für Geschlechterforschung bzw. Gender Studies nur gelegentlich Lehrveranstaltungen zu Themen der Lesbenforschung. Als Fachtagung bietet das unregelmäßig veranstaltete „Symposium deutschsprachiger Lesbenforschung“ ein Forum für die Präsentation neuer Forschungen sowie für inhaltlichen und professionellen Austausch. Die autonom organisierte Veranstaltung hat keinen festen Ort und wurde in den Jahren 1991 (Berlin), 1993 (Männedorf bei Zürich, organisiert vom Sappho-Verein zur Förderung von Frauenforschungsprojekten), 1995 (Hamburg), 1998 (Berlin) und 2000 (Bielefeld) abgehalten.

## Forscherinnen
- Sabine Hark
- Ilse Kokula
- Claudia Schoppmann

## Fachgesellschaften
- Fachverband Homosexualität und Geschichte (FHG)
- Fachgesellschaft Geschlechterstudien (Gender e.V.)

## Archive
Eine Liste zahlreicher Archive im deutschsprachigen Raum enthält der Artikel zu i.d.a (Dachverband deutschsprachiger Frauen / Lesbenarchive, -bibliotheken und -dokumentationsstellen).